# Tönning
Tönning (frisó septentrional Taning, danès Tønning) és una ciutat del districte de Nordfriesland a l'estat alemany de Slesvig-Holstein. Es troba a la desembocadura del riu Eider, a la península d'Eiderstedt. Tönning ha estat proclamada balneari climàtic per l'Estat Alemany. Els balnearis climàtics són localitats on l'aire i el clima són propicis per a la salut.

## Imatges de l'antic port

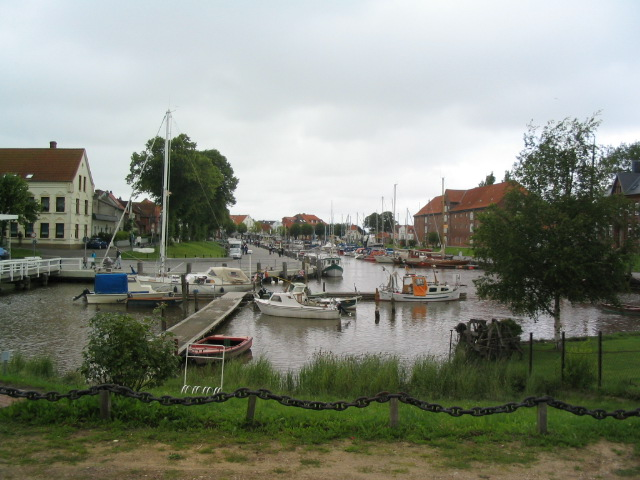
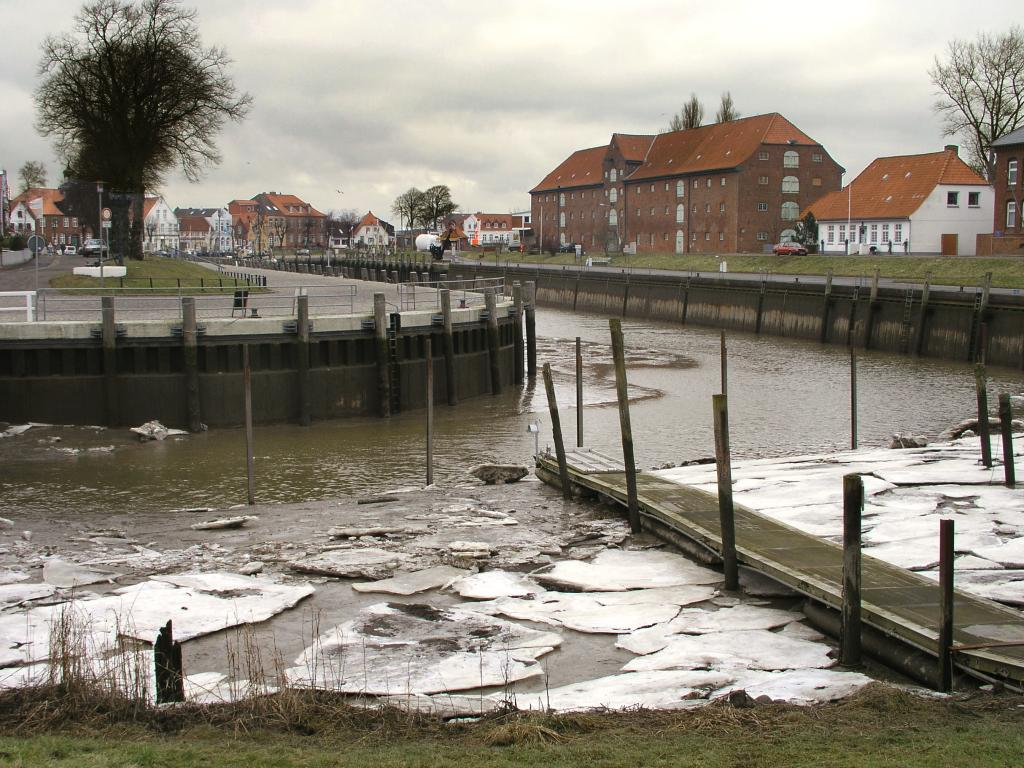
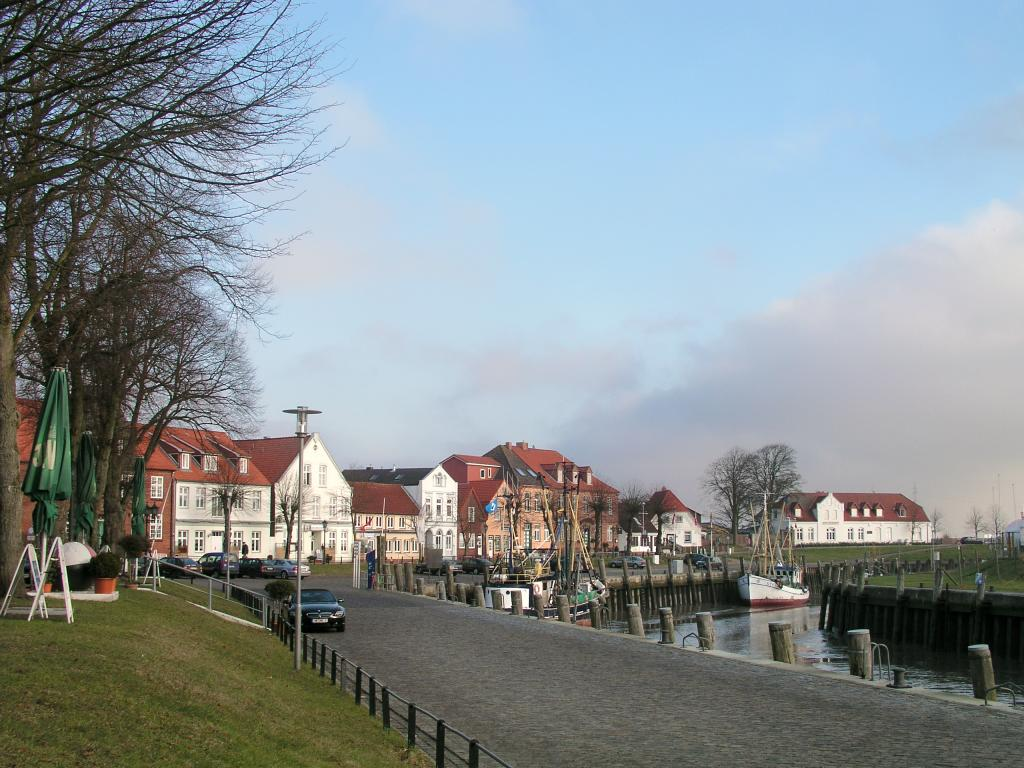

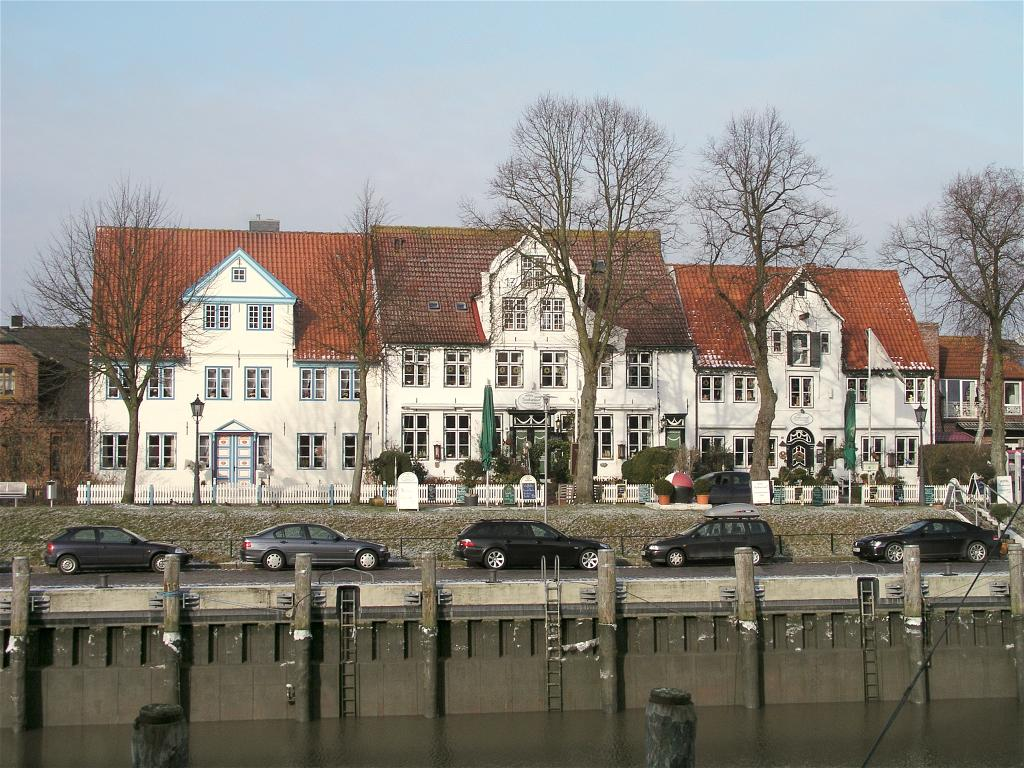
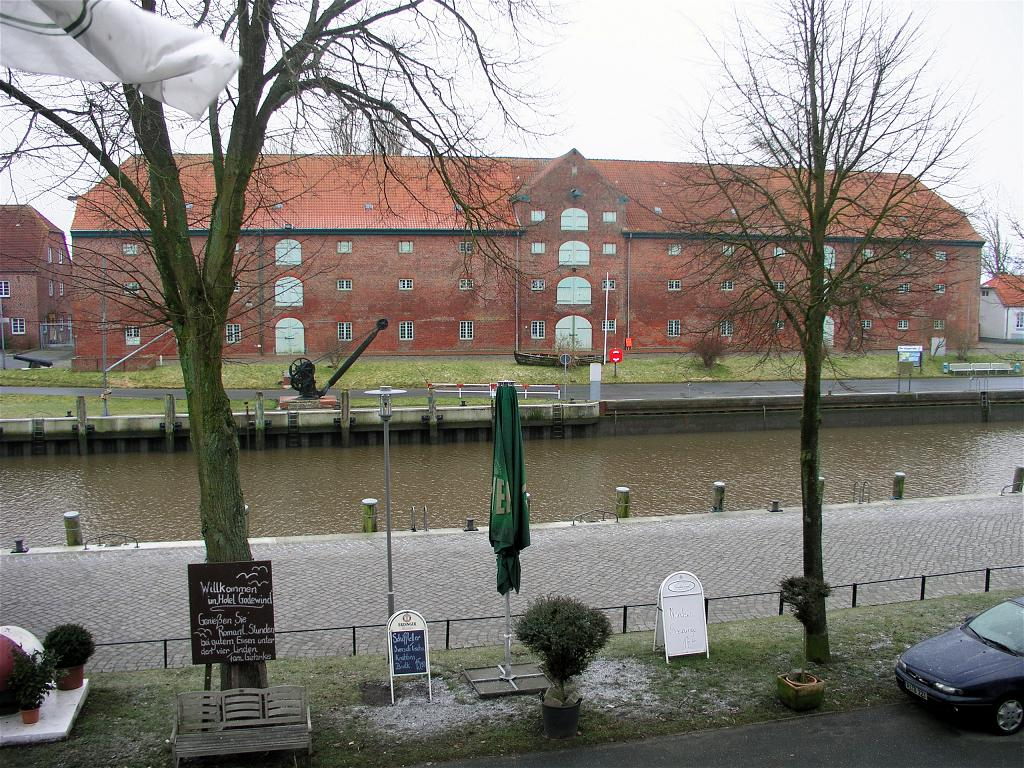

## Referències

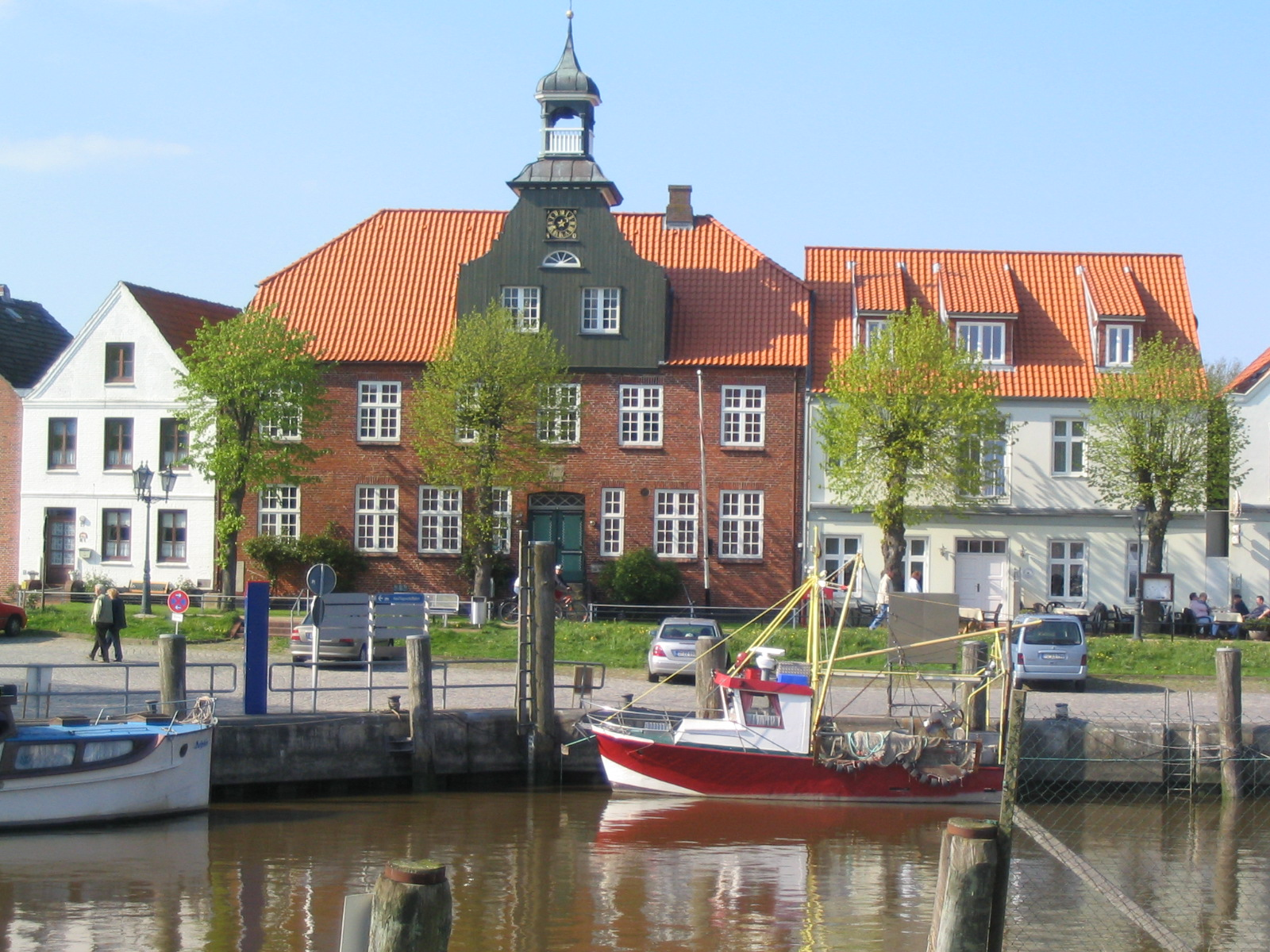

## Burgmestres
- 1945-1946: Anton Schömer
- 1946-1960: Heinrich Christensen
- 1960-1978: Rolf Pankuweit (CDU)
- 1978-1997: Gerhard Bittner
- 1997-2014: Frank Hass
- des de 2015: Dorothe Klömmer